# جوارديا لودوا
جوارديا لودوا ( 
تُلفظ بالبولندية: ‎[ˈɡvardja luˈdɔva]‏ ؛ الحرس الشعبي) أو GL كانت منظمة مسلحة شيوعية سرية أنشأها حزب العمال البولندي الشيوعي في بولندا المحتلة من قبل ألمانيا، برعاية من الاتحاد السوفيتي. تشكلت في أوائل عام 1942 ، خلال فترة زمنية قصيرة واصبحت أكبر قوة قتالية سرية على الأراضي البولندية التي رفضت الانضمام إلى هياكل الدولة السرية البولندية الموالية للحكومة الموجودة في المنفى في لندن. في 1 يناير 1944 تم دمج GL في الشيوعية Armia Ludowa. 
تم إنشاء جوارديا لودوا في 6 يناير 1942 بمساعدة عسكرية من الجيش الأحمر. أدى توافر الأسلحة النارية إلى نمو فوري لـ GL إلى 3000 مقاتل.  كان جوارديا لودوا مرتبطًا بمخابرات المفوضية الشعبية للشؤون الداخلية التابعة للاتحاد السوفيتي.  تم تكليفها بالقتال ضد ألمانيا عن طريق الحرب البارتيزان والتخريب والإجراءات الانتقامية. تم تشكيل مفرزات الحزبية بالحجم الكامل في مايو 1942 على الرغم من أن مجموعات الغزو قد نظمت في وقت سابق. كانوا يعملون بالقرب من بيوتركوف ورادوم. بحلول نهاية العام، كانت المنظمة مقسمة إلى سبع مناطق إدارية بما في ذلك وارسو، لوبلين، رادوم - كيلسي، كراكوف، لودز، سيليزيا ولفيف.